# Manuel Suárez (football, 1940)
Pour les articles homonymes, voir Manuel Suárez et Suárez.
Manuel Antonio Suárez Paz, né à Piura au nord du Pérou le 10 février 1940 et mort dans la même ville le 10 janvier 2012, est un footballeur péruvien qui jouait au poste d'attaquant.
Surnommé Meleque, il est considéré comme le joueur le plus marquant de l'Atlético Grau de sa ville natale de Piura dont il fut également l'entraîneur dans les années 1980.
Son neveu, Fidel Ernesto Suárez, a été footballeur international péruvien.

## Biographie
Il s'engage avec l'Atlético Grau en 1960 et participe au premier championnat du Pérou décentralisé de 1966 (c’est-à-dire un championnat ouvert à des équipes de province). Cependant, des différences avec le club l'obligent à changer d'air et il rejoint l'Alfonso Ugarte de Chiclín avec lequel il remporte la première édition de la Copa Perú en 1967. Cela lui permet de participer au championnat de D1 cette même année.
Il revient en 1970 à l'Atlético Grau pour ne plus le quitter. Il remporte une deuxième Copa Perú en 1972, ce qui permet au club de revenir en 1re division. En 1981, il exerce la fonction d'entraîneur-joueur. Il termine sa carrière de joueur en 1986, mais devient aussitôt l'entraîneur principal de l'Atlético Grau.
Manuel Suárez ne reçut aucune sélection en équipe du Pérou. Néanmoins, il participa aux Jeux bolivariens de 1961 à Barranquilla avec l'équipe du Pérou amateur – entraînée par Dan Georgiádis – et remporta la médaille d'or,.
Retiré du monde du football, il meurt à Piura le 10 janvier 2012,.

## Palmarès(joueur)

### En club
| Alfonso Ugarte de Chiclín - Copa Perú (1) : - Vainqueur : 1967. |  | Atlético Grau - Copa Perú (1) : - Vainqueur : 1972. |

### En équipe nationale
Pérou amateur
- Jeux bolivariens (1) :
  - Vainqueur : 1961.